# Diedru
Un diedru este un tip de poliedru, format din două fețe poligonale care au în comun aceeași mulțime de laturi. În spațiul euclidian tridimensional este degenerat dacă fețele sale sunt plane, în timp ce în spațiul sferic un diedru cu fețe plane poate fi reprezentat ca o lentilă, un exemplu fiind domeniul fundamental al unui spațiu lentilă L(p,q).
Ca pavare sferică, un diedru poate exista în formă nedegenerată, cu două fețe cu n laturi care acoperă sfera, fiecare față fiind o emisferă și având vârfurile pe un cerc mare. Este regulat dacă vârfurile sunt egal distanțate.
Poliedrul dual al unui diedru n-gonal este un hosoedru n-gonal, unde cele n fețe digonale au două vârfuri.
Notă: În terminologia matematică din Europa continentală termenul de diedru este folosit pentru figura geometrică formată din două plane care se interesectează. În articolul de față termenul este folosit în sensul de poliedru.

## Ca poliedru cu fețe plane
Un diedru poate fi considerat o prismă degenerată ale cărei două baze (plane) poligonale cu n laturi sunt conectate „spate în spate” , astfel încât obiectul rezultat să nu aibă grosime. Poligoanele trebuie să fie congruente, dar lipite în așa fel încât unul să fie imaginea în oglindă a celuilalt. Acest lucru rezultă din teorema unicității a lui Alexandrov, care caracterizează distanțele de pe suprafața oricărui poliedru convex ca fiind local euclidiene, cu excepția unui număr finit de puncte cu deficit unghiular pozitiv însumând 4π. Această caracterizare este valabilă și pentru distanțele de pe suprafață a unui diedru, deci teorema lui Alexandrov impune ca diedrele să fie considerate poliedre convexe.
Unele diedre pot apărea ca membri la limita inferioară a altor familii de poliedre: o prismă cu baze digonale ar fi un diedru pătrat, iar o piramidă cu o bază digonală ar fi un diedru triunghiular.
Un diedru regulat, cu simbolul Schläfli {n,2}, este format din două poligoane regulate, fiecare cu simbolul Schläfli {n}.

## Ca pavare pe o sferă
Un diedru sferic este format din două poligoane sferice care au în comun aceeași mulțime de n vârfuri, pe un cerc mare ecuator; fiecare poligon al unui diedru sferic umple o emisferă.
Un diedru sferic regulat este format din două poligoane sferice regulate care au în comun aceeași mulțime de n vârfuri, distanțate egal pe un cerc mare ecuator.
Poliedrul regulat {2,2} este autodual și este atât un hosoedru cât și un diedru.
| Spațiu            | Sferic                       | Sferic                    | Sferic                              | Sferic                    | Sferic            | Sferic           | Sferic | Euclidian          |
| ----------------- | ---------------------------- | ------------------------- | ----------------------------------- | ------------------------- | ----------------- | ---------------- | ------ | ------------------ |
| Denumirea pavării | (Hengonală) Diedru monogonal | (Digonală) Diedru digonal | (Triunghiulară) Diedru triunghiular | (Pătratică) Diedru pătrat | Diedru pentagonal | Diedru hexagonal | ...    | Diedru apeirogonal |
| Imaginea pavării  |                              |                           |                                     |                           |                   |                  | ...    |                    |
| Simbol Schläfli   | {1,2}                        | {2,2}                     | {3,2}                               | {4,2}                     | {5,2}             | {6,2}            | ...    | {∞,2}              |
| Diagramă Coxeter  |                              |                           |                                     |                           |                   |                  | ...    |                    |
| Fețe              | 2 {1}                        | 2 {2}                     | 2 {3}                               | 2 {4}                     | 2 {5}             | 2 {6}            | ...    | 2 {∞}              |
| Laturi și vârfuri | 1                            | 2                         | 3                                   | 4                         | 5                 | 6                | ...    | ∞                  |
| Config. vârf      | 1.1                          | 2.2                       | 3.3                                 | 4.4                       | 5.5               | 6.6              | ...    | ∞.∞                |

## Diedru apeirogonal
Pe măsură ce n tinde la infinit, un diedru n-gonal devine un diedru apeirogonal ca o teselare bidimensională.

## Ditopuri
Un ditop regulat este un politop, analogul n-dimensional al unui diedru, cu simbolul Schläfli {p,...,q,r,2}. Are două fețe, {p,...,q,r}, care au în comun toate (n−1)-fețele {p,...,q}.